# 용정 만세운동
용정 만세운동(龍井萬歲運動)은 1919년 3월 13일 북간도 용정에서 3·1 운동의 일환으로 벌어진 만세운동이다.

## 배경
1919년 1월 25일과 28일 이틀 동안 김약연의 주도로 소영자(小營子)에서 비밀회의가 개최되었다. 당시는 파리 강화회의가 개최될 것임이 간도 한인 사회에 전달되었던 때로, 김약연은 2월 6일 니콜리스크에서 열릴 전러한족중앙총회를 앞두고 파리회의에 한국 대표를 파견하는 것을 촉구하는 서한을 보냈다. 이윽고 김약연, 정재면, 이중집, 문병호, 윤동철, 정기영 등은 ‘간도대표단’을 꾸려, 2월 25일 니콜리스크에 도착하였다. 이들과 훈춘, 노령에서 온 사람들은 〈독립선언서〉를 작성하였으며, 윤해와 고창일을 파리회의에 파견할 한국 대표로 뽑았다.

## 전개
〈독립선언서〉가 발표되기 전 1919년 3월 1일 3·1 운동이 서울에서 시작되고, 이 소식이 3월 7일 간도 일대에 알려지자, 국자가(局子街)와 용정(龍井)에서는 3월 10일부터 동맹휴학을 전개하였다. 학생들은 3·1 운동을 축하하는 집회와 항일 시위를 열 것을 간도조선독립운동 의사부에 요구하였다. 이 요구를 받아들인 의사부는 3월 18일로 계획하였던 당초의 일정을 3월 13일로 단축하였다.
3월 13일, 용정의 서전평야(瑞甸平野)에서 독립선언서를 발표하였다. 명동학교를 비롯하여 12곳의 학교에서 학생들과 직원들이 발표식장에 모였다. 이들은 독립선언서를 낭독한 뒤 태극기를 들고 가두시위에 돌입하였다. 연길 도윤에서는 맹부덕(孟富德)을 선두로 한 병력을 출동시켰으며, 중국군인지 일본군인지 알 수 없는 자들이 발포하여 19명이 사망하고 30여 명이 크고 작은 부상을 입었다. 당시 발포되었던 총탄은 일본산으로 알려졌다.

## 결과와 의의
이 운동은 북간도에서 일어난 최초의 만세운동이었으며, 북간도에서 일어난 것으로는 사망자나 부상자의 수가 가장 많았으나, 이 운동으로 말미암아 간도 전역에 대중적인 만세운동이 활발하게 확산되는 계기를 가져왔다는 의의가 있다. 3월 13일부터 4월 말까지 북간도에서 47차의 항일 집회와 시위가 있었으며, 86,670명에 달하는 인원이 참여하였다. 그 중 훈춘에서는 3월 20일부터 시작하여, 3월 30일과 4월 1일에도 각기 한 차례씩 열렸다. 한편 일제는 이 운동을 계기로 명동학교를 ‘불령한 사상을 가진 자들의 소굴’로 규정하였으며, 향후 명동학교 폐교의 빌미가 되기도 한다.
| 지역   | 횟수 | 참가 인원   |
| ------ | ---- | ----------- |
| 연길현 | 18차 | 약 37,870명 |
| 화룡현 | 12차 | 약 13,550명 |
| 왕청현 | 11차 | 약 27,960명 |
| 훈춘현 | 3차  | 약 2,050명  |
| 안도현 | 3차  | 약 1,100명  |
| 합계   | 47차 | 약 86,670명 |

이때 명동학교 학생들은 이 운동 이후의 만세운동을 전파하고 주도하는 데에 주도적인 역할을 하였다. 명동학교와 정동학교의 학생 및 교직원들이 조직한 충렬대(忠烈隊)는 3.13 운동에 모든 단원이 참여하였으며, 이후 광성학교(光成學校)의 교사 김상호(金尙鎬)가 이끌며 독립운동을 전개하였다. 용정의 장날이었던 4월 12일, 충렬대는 토성포(土城浦)에 잠복하여 있다가 시장으로 진입하는 만세운동을 전개하였다.
한편 충렬대는 간도의 학생들과 청년들을 모아 청년맹호단(靑年猛虎團)으로 확대, 재조직되어, 친일행위를 하는 한인들을 감시하는 활동을 벌였다. 맹호단원들은 용정촌, 국자가, 두도구 일대에서 친일 한인들을 권총으로 위협하고, 일본총영사관에 재직하는 한인 경부나 순사에게 사직하라고 협박하였다. 11월 24일에는 음력 개천절에 상점을 휴업하고 태극기를 게양하자는 운동을 벌였으며, 25일에는 남양평에 있는 조선인 거류민회장 박만수의 집을 습격하였다.

## 참고 문헌
- 김춘선 (2016). 《북간도 한인사회의 형성과 민족운동》. 서울: 고려대학교 민족문화연구원. ISBN 9788971551646.
- 윤병석 외 (2008). 《북간도지역 한인 민족운동》. 충남: 독립기념관 한국독립운동사연구소. ISBN 9788993026658.